# Евеліна Мамбетова
Евеліна Мамбетова (кримс. Evelina Zamir qızı Mambetova; * 28 лютого 1991) — кримськотатарська модель.

## Життєпис
Народилася в Криму, Україна. Її батько — підприємець, а мати — власниця салону краси. Має трьох сестер: Заміру, Сільвію і Мадіну.
Закінчила Київський національний університет, а потім Оксфордський університет.
З 2014 року зустрічається зі співзасновником WhatsApp Яном Кумом. 

## Кар'єра
У 2008 році Евеліна Мамбетова підписала контракт із Supreme Management і у вересні того ж року дебютувала на весняному Нью-йоркському тижні моди на показах мод Phillip Lim і Marc Jabobs. Того ж місяця вона з'явилася на подіумах Джеремі Ленга, Річарда Чайя та Вери Вонг і стала зіркою, що сходить, у журналі Women's Wear Daily. Після цього з'явилася на показах у Moschino Cheap & Chic, Max Mara, Issey Miyake, Соні Рікель і Йодзі Ямамото в Мілані та Парижі.
У листопаді 2009 року Софія Санчес і Мауро Монгієлло сфотографували Мамбетову для Numéro, а в грудні вона була представлена в журналі Amica на світлині, зробленій Стефано Моро. У лютому 2009 року з'явилася в Teen Vogue на фотографії Томаса Шенка. Того ж місяця поїхала до Лондона на шоу Елея Кішімото. У березні 2009 року Мамбетова з'явилася в журналі V Magazine, а також в італійському виданні Vogue, де її фотографував Крейг МакДін. У вересні 2009 року вона була представлена в журналі Dazed & Confused, сфотографована Пауло Сатчем, і на подіумі Александра Герчковіча, Нанет Лепор, Lacoste та Філіпа Ліма в Нью-Йорку. У жовтні 2009 року Тім Вокер сфотографував її для Harper's Bazaar. У 2010 році вона перейшла з Supreme Management в New York Models. У 2012 році Мамбетова знялася у Вів'єн Вествуд. У 2012 році креативна директорка Mulberry Емма Гілл назвала колекцію сумок на честь Евеліни Мамбетової.